# Nationaal Park Biogradska Gora
Het Nationaal Park Biogradska Gora (Montenegrijns: Nacionalni Park Biogradska Gora) is een Montenegrijns nationaal park dat in 1952 werd opgericht. Het 54 km² omvat een van de drie laatste regenbossen van Europa. Het park bestaat uit bergruggen, gletsjermeren en bos. Sinds 2021 zijn twee bosgebieden in het park UNESCO-Werelderfgoed (Oude en voorhistorische beukenbossen van de Karpaten en andere regio's van Europa).

## locatie
Biogradska Gora ligt in de bergachtige streek Bjelasica middenin Montenegro, tussen de rivieren Tara and Lim, omringd door de gemeentes Kolašin, Berane en Mojkovac. Het parkkantoor is in Kolašin. Er zijn faciliteiten voor touristen, zoals een bezoekerscentrum, wandelpaden Kampeerterreinen.

## Fauna en flora
Ondanks de beperkte afmetingen kent het park een hoge biodiversiteit. Er komen ongeveer 2000 soorten planten voor,  waarvan 220 in het bos en zo'n 20% endemisch in de Balkan. Verder circa 150 soorten vogels, 350 soorten insecten 10 soorten zoogdieren. Het park staat vooral bekend om zijn oerbos (Biogradska Gora, 16 km²) 
met bomen als (beuk, els, gewone esdoorn) van meer dan 400 jaar oud. Door de hoge neerslag (circa 250 mm per jaar) groeit er 1600 ha gematigd regenbos. Een deel hiervan is oerbos met bomen van meer dan 500 jaar oud. Midden in dit oerbos ligt  het Biogradskomeer (Montenegrijns: Biogradsko Jezero).
Biogradska Gora · 
Durmitor · 
Lovćen · 
Prokletije · 
Skadarsko Jezero